# Surfin' Safari
《Surfin' Safari》는 1962년 10월 1일, 캐피틀 레코드에서 발매된 미국의 록 밴드 비치 보이스의 데뷔 스튜디오 음반이다. 공식적인 프로듀서 닉 베네트에게 돌아갔지만, 음반 프로듀싱에 실질적으로 기여한 사람은 그의 아버지 머레이 윌슨과 함께 브라이언 윌슨이었다. 브라이언은 또한 12곡 중 9곡을 작곡하거나 공동 작곡했다. 이 음반은 미국 차트에서 37주 연속 판매되며 32위로 정점을 찍었다.
이 음반은 두 개의 싱글인 〈Surfin〉과 〈Surfin' Safari〉가 각각 75위와 14위로 차트화되었다. 〈Surfin' Safari〉의 성공은 이 그룹의 정규 음반을 확보하는 데 도움이 되었으며, 추가로 싱글 음반인 〈Ten Little Indians〉가 발매되어 49위를 기록했다.

## 커버 아트
《Surfin' Safari》의 앞면 커버에는 노란색 픽업 트럭과 서프보드가 있으며, 밴드 동료 데이비드 마크스 (후드), 데니스 윌슨 (운전자), 마이크 러브 (앞 지붕), 브라이언 윌슨 (뒷 지붕) 등이 있다. 이 사진은 말리부 북쪽에 있는 파라다이스 코브 해변에서 찍은 것이다. 그리고 이 사진은 캐피틀의 사진작가 켄 베더가 1963년 음반 《Surfer Girl》의 커버를 제작하는 사진 촬영에서 찍은 것이다.

## 발매
이 음반은 1962년 10월 1일, 캐피틀을 통해 발매되었고 미국 차트에서 37주 연속 32위로 정점을 찍었다. 영국에서 이 음반은 1963년 4월에야 발매되었으며, 차트 작성에는 실패했다.
이 음반은 이후 1990년에 《Surfin' Safari / Surfin' USA》라고 불리는 비치 보이스의 두 번째 음반 《Surfin' U.S.A.》와 함께 CD로 편집된 음반으로 발매되었다.
유럽에서 저작권이 만료되었기 때문에, 이 음반은 유럽의 여러 구식 레이블에서도 쉽게 구할 수 있다.

## 반응
| 전문가 평가                   | 전문가 평가 |
| 평가 점수                     | 평가 점수   |
| 출처                          | 점수        |
| ----------------------------- | ----------- |
| AllMusic                      | [ 2 ]       |
| Blender                       | [ 3 ]       |
| The Rolling Stone Album Guide | [ 4 ]       |

《Surfin’ Safari》에 대한 회고적 평가는 대부분 부정적이었다. 리치 언터버거는 올뮤직의 회고록에서 대부분의 곡이 수준 이하라고 생각하지만, 세션 뮤지션이 아닌 비치 보이스가 직접 녹음했기 때문에 스튜디오에서 밴드가 어떤 소리를 들었는지 들을 수 있는 기회를 제공한다.

## 라이브 퍼포먼스
이 음반에 수록된 12곡 중 4곡이 비치 보이스가 라이브로 연주했다. 〈Surfin' Safari〉와 〈409〉는 세트 리스트의 규칙적인 것이고, 〈Surfin'〉과 〈Summertime Blues〉는 다양한 주파수로 연주되었다.

## 곡 목록
| #  | 제목                    | 작사·작곡                    | 리드 보컬   | 재생 시간 |
| -- | ----------------------- | ---------------------------- | ----------- | --------- |
| 1. | 〈Surfin' Safari〉      | 브라이언 윌슨, 마이크 러브   | 러브        | 2:05      |
| 2. | 〈County Fair〉         | B. 윌슨, 게리 어셔           | 러브        | 2:15      |
| 3. | 〈Ten Little Indians〉  | B. 윌슨, 어셔                | 러브        | 1:26      |
| 4. | 〈Chug-A-Lug〉          | B. 윌슨, 어셔, 러브          | 러브        | 1:59      |
| 5. | 〈Little Miss America〉 | 허브 앨퍼트, 빈센트 카탈라노 | 데니스 윌슨 | 2:04      |
| 6. | 〈409〉                 | B. 윌슨, 어셔, 러브          | 러브        | 1:59      |

| #  | 제목                           | 작사·작곡                    | 리드 보컬                 | 재생 시간 |
| -- | ------------------------------ | ---------------------------- | ------------------------- | --------- |
| 1. | 〈Surfin'〉                    | B. 윌슨, 러브                | 러브                      | 2:10      |
| 2. | 〈Heads You Win–Tails I Lose〉 | B. 윌슨, 어셔                | 러브                      | 2:17      |
| 3. | 〈Summertime Blues〉           | 에디 코크런, 제리 케이프하트 | 데이비드 마크스와 칼 윌슨 | 2:09      |
| 4. | 〈Cuckoo Clock〉               | B. 윌슨, 어셔                | B. 윌슨                   | 2:08      |
| 5. | 〈Moon Dawg〉                  | 데리 위버                    | 기악                      | 2:00      |
| 6. | 〈The Shift〉                  | B. 윌슨, 러브                | 러브                      | 1:52      |